# 亞他斯科沙縣
亞塔斯科沙縣（英語：Atascosa County）是美國德克薩斯州南部的一個縣。面積3,200平方公里。根據美國2000年人口普查，共有人口38,628人。縣治喬丹頓。
成立於1856年1月25日，縣政府成立於8月4日。縣名來自同名的亞他斯科沙河（西班牙語「多泥」的意思）。